# TRL Awards 2009
Gli MTV TRL Awards 2009 sono stati trasmessi, in diretta televisiva su MTV, il 16 maggio 2009 da piazza Unità d'Italia a Trieste dalle ore 21:00. La serata è stata introdotta da un countdown di mezz'ora, per invitare il pubblico a votare le ultime due categorie.
Le votazioni sono state aperte alle ore 16:00 del 27 aprile 2009 e chiuse il 15 maggio 2009 alla stessa ora. Questa è stata la quarta edizione dei TRL Awards italiani ed è stata condotta dai due presentatori Carlo Pastore ed Elisabetta Canalis, anche se in un primo momento si pensava che Elena Santarelli fosse la figura femminile che avrebbe accompagnato il presentatore nella conduzione della cerimonia.
Anche quest'anno MTV ha dato la possibilità per gli spettatori da casa di seguire il dietro le quinte del programma sul canale satellitare MTV Pulse, condotto dalla VJ Valentina Correani con interventi dei Gemelli Diversi.
Un palco interamente mutato rispetto a quello delle precedenti edizioni: le dimensioni sono davvero grandi e l'impressionante uso degli effetti di luce rendono il palco molto accogliente e professionale. Anche in questa edizione non è stata progettata alcuna Tower o Arena, ma è sempre presente la passerella in direzione del pubblico, nella quale gravitano attorno i partecipanti della fossa degli screamers. I colori principali per questa edizione sono il blu, il celeste ed il fucsia.

## Sigla
La sigla introduttiva è la stessa utilizzata per il programma Total Request Live, un tema composto proprio per la trasmissione. La sigla di apertura (insieme ai bumper pubblicitari) è invece stata affidata al rapper milanese (che nella prossima edizione diventerà conduttore della cerimonia) J-Ax che, sulla base del suo singolo I vecchietti fanno O, ha completamente infiammato la piazza.

## Esibizioni

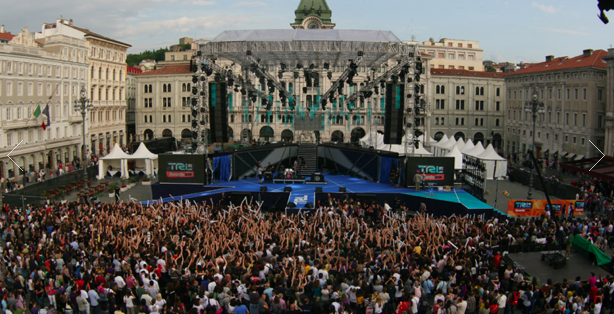
Il palco allestito in piazza Unità d'Italia a Trieste per la quarta edizione dei TRL Awards.

- Alesha Dixon - The Boy Does Nothing
- Arisa - Io sono
- Bastard Sons of Dioniso - L'amor carnale
- Cinema Bizarre - Deeper and Deeper
- Cesare Cremonini - Figlio di un re
- dARI - Non pensavo (con Max Pezzali)
- Dolcenera - Il mio amore unico
- Finley - La mia notte
- Gemelli Diversi - Nessuno è perfetto
- Giusy Ferreri - La scala (The Ladder)
- J-Ax - Tre paperelle
- Lene Marlin - How We Are
- Lost - Sulla mia pelle
- Marco Carta - Dentro ad ogni brivido
- Nek - Se non ami
- Sonohra - In My Imagination
- Syria - Esco
- Zero Assoluto - Per dimenticare

## Altri interventi
- Andrea Montovoli
- Carolina Benvenga
- Federico Costantini
- Laura Barriales
- Martina Stella
- Melita Toniolo
- Micol Olivieri
- Niccolò Centioni
- Valentina Correani

## Awards
I vincitori della categoria sono evidenziati in grassetto.

### First Lady
- Anastacia
- Beyoncé
- Britney Spears
- Hilary Duff
- Laura Pausini

### Man of the Year
- Fabri Fibra
- J-Ax
- Jesse McCartney
- Marco Carta
- Tiziano Ferro

### Best Band
- Fall Out Boy
- Jonas Brothers
- Lost
- Take That
- Tokio Hotel

### Best New Artist
- dARI
- Katy Perry
- Marracash
- Metro Station
- Miley Cyrus

### Best Riempi Piazza
- Finley
- Jonas Brothers
- Marco Carta
- Lost
- Sonohra

### Best Cartello
Scelto dalla redazione dell'evento.
- Cartellone 1 (Tokio Hotel, Firenze)
- Cartellone 2 (Sonohra)
- Cartellone 3 (Jonas Brothers, Milano)
- Cartellone 4 (Finley, Bari)
- Cartellone 5 (Max Pezzali, Pescara)

### Italians do it better
- Gemelli Diversi
- Giusy Ferreri
- J-Ax
- Max Pezzali
- Nek

### Best Movie
- Ex
- High School Musical 3: Senior Year
- Italians
- Natale a Rio
- Twilight

### Best #1 of the year
- Marco Carta - La forza mia
- Lost - Standby
- Sonohra - Love Show
- Britney Spears - Womanizer
- Hilary Duff - Reach Out

### Best TRL Artist of the Year
Votabile esclusivamente tramite SMS.
- Jonas Brothers
- Marco Carta
- Lost
- Sonohra
- Tokio Hotel

## Altri premi

### Nokia Playlist Generation
- Playlist 1: "We are Human... It's a Beautiful Lie So What?"
  - The Killers - Human
  - Fall Out Boy - America's Suitehearts
  - Pink - So What
  - Thirty Seconds to Mars - A Beautiful Lie
  - Katy Perry - I Kissed a Girl
- Playlist 2: "Sbloccante"
  - Cesare Cremonini - Dicono di me
  - Katy Perry - I Kissed a Girl
  - dARI - Wale (tanto wale)
  - Fabri Fibra feat Gianna Nannini - In Italia
  - Madonna - Give It 2 Me
- Playlist 3: "The synthesis of life"
  - Coldplay - Viva la vida
  - Beyoncé - Single Ladies (Put a Ring on It)
  - Rihanna feat Justin Timberlake - Rehab
  - Anastacia - I Can Feel You
  - Gemelli Diversi - Vivi per un miracolo
- Playlist 4: "La mia musica"
  - Hilary Duff - Reach Out
  - Jesse McCartney - It's Over
  - Miley Cyrus - 7 Things
  - Jonas Brothers - S.O.S.
  - Marco Carta - Ti rincontrerò
- Playlist 5: "Colpo al cuore"
  - James Morrison feat. Nelly Furtado - Broken Strings
  - Paramore - Decode 
  - Tiziano Ferro - Alla mia età
  - Jesse McCartney - It's Over
  - Giusy Ferreri - Non ti scordar mai di me

### TRL History
- Cesare Cremonini

### Best Event In Milan
- Jonas Brothers